# U21-Europamästerskapet i fotboll 2015

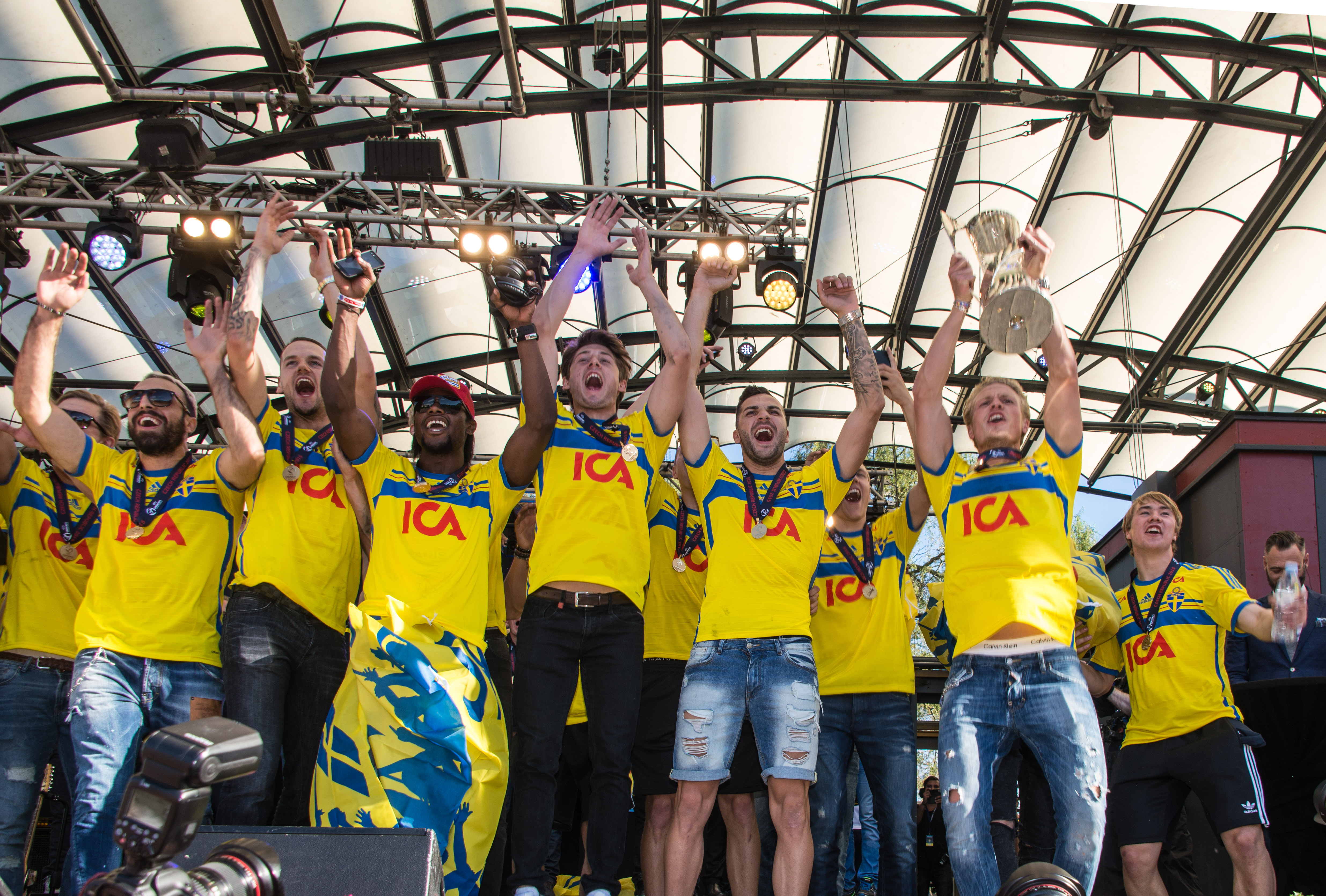
Svenska U21-laget tog hem mästartiteln 2015.

U21-Europamästerskapet i fotboll 2015 var det 20:e U21-EM i fotboll arrangerat av Uefa. Det spelades och arrangerades i Tjeckien mellan den 17 och 30 juni 2015. Totalt 52 lag deltog i kvalspelet och totalt åtta lag deltog i huvudturneringen, sju kvalificerade sig genom kvalspelet och Tjeckien kvalificerade sig som värdnation. Spanien var regerande mästare efter att ha besegrat Italien i finalen av U21-EM 2013. Spanien kunde dock inte försvara sin titel då de slogs ut i kvalspelet.
De fyra nationer som avancerade till semifinal – Danmark, Tyskland, Portugal och Sverige –  kvalificerade sig för OS 2016 i Brasilien. Eftersom England inte är en olympisk nation skulle det ha spelats en kvalmatch till OS mellan grupptreorna om England hade gått till semifinal.

## Spelplatser
Turneringens matcher spelades på fyra platser i de tre värdstäderna: Eden Arena och Generali Arena i Prag, Andrův-stadion i Olomouc och Stadion Miros Valenty i Uherské Hradiště.
| Prag                                        | Prag                                               |                                              | Olomouc                                         | Uherské Hradiště |
| ------------------------------------------- | -------------------------------------------------- | -------------------------------------------- | ----------------------------------------------- | ---------------- |
| Eden Arena                                  | Generali Arena                                     | Andrův stadion                               | Stadion Miroslava Valenty                       |                  |
| 50°4′3″N 14°28′18″Ö / 50.06750°N 14.47167°Ö | 50°5′59.3″N 14°24′57.3″Ö / 50.099806°N 14.415917°Ö | 49°36′0″N 17°14′54″Ö / 49.60000°N 17.24833°Ö | 49°3′56″N 17°28′17.3″Ö / 49.06556°N 17.471472°Ö |                  |
| Kapacitet: 20 800                           | Kapacitet: 19 784                                  | Kapacitet: 12 566                            | Kapacitet: 8 121                                |                  |
|                                             |                                                    |                                              |                                                 |                  |

## Kvalspel
Ett kvalspel spelades under 2013 och 2014 och avgjorde vilka sju nationslag som kvalificerade sig för mästerskapet. Kvalspelet bestod först av ett inledande gruppspel, med totalt 54 deltagande lag, som kvalificerade 14 lag till ett playoff-spel. Varje vinnare av playoff-spelet, det vill säga sju stycken, kvalificerade sig sedan för mästerskapet. Värdnationen Tjeckien var direktkvalificerade såsom värdar för mästerskapet.
Kvalificerade lag:
| - Tjeckien (värdnation) - Italien - Sverige - Danmark | - England - Portugal - Tyskland - Serbien |

## Gruppspel

### Grupp A
| Nr | Lag      | S | V | O | F | GM | IM | MS | P |
| -- | -------- | - | - | - | - | -- | -- | -- | - |
| 1  | Danmark  | 3 | 2 | 0 | 1 | 4  | 4  | 0  | 6 |
| 2  | Tyskland | 3 | 1 | 2 | 0 | 5  | 2  | +3 | 5 |
| 3  | Tjeckien | 3 | 1 | 1 | 1 | 6  | 3  | +3 | 4 |
| 4  | Serbien  | 3 | 0 | 1 | 2 | 1  | 7  | −6 | 1 |

| 1           | 17 juni 2015 | Tjeckien      | 1 – 2           | Danmark                   | Eden Arena, Prag                                  |                                                   |
| 18:00 UTC+2 | 18:00 UTC+2  | Kadeřábek 35′ | (1 – 0) Rapport | Vestergaard 56′ Sisto 84′ | Publik: 15 987 Domare: Szymon Marciniak (Schweiz) | Publik: 15 987 Domare: Szymon Marciniak (Schweiz) |
| 18:00 UTC+2 | 18:00 UTC+2  |               |                 |                           | Publik: 15 987 Domare: Szymon Marciniak (Schweiz) | Publik: 15 987 Domare: Szymon Marciniak (Schweiz) |
| 18:00 UTC+2 | 18:00 UTC+2  |               |                 |                           | Publik: 15 987 Domare: Szymon Marciniak (Schweiz) | Publik: 15 987 Domare: Szymon Marciniak (Schweiz) |

| 2           | 17 juni 2015 | Tyskland | 1 – 1           | Serbien    | Generali Arena, Prag                                     |                                                          |
| 20:45 UTC+2 | 20:45 UTC+2  | Can 17′  | (1 – 1) Rapport | Đuričić 8′ | Publik: 5 490 Domare: Javier Estrada Fernández (Spanien) | Publik: 5 490 Domare: Javier Estrada Fernández (Spanien) |
| 20:45 UTC+2 | 20:45 UTC+2  |          |                 |            | Publik: 5 490 Domare: Javier Estrada Fernández (Spanien) | Publik: 5 490 Domare: Javier Estrada Fernández (Spanien) |
| 20:45 UTC+2 | 20:45 UTC+2  |          |                 |            | Publik: 5 490 Domare: Javier Estrada Fernández (Spanien) | Publik: 5 490 Domare: Javier Estrada Fernández (Spanien) |

| 5           | 20 juni 2015 | Serbien | 0 – 4           | Tjeckien                        | Generali Arena, Prag                              |                                                   |
| 18:00 UTC+2 | 18:00 UTC+2  |         | (0 – 2) Rapport | Kliment 7′, 21′, 56′ Frýdek 59′ | Publik: 16 253 Domare: Clément Turpin (Frankrike) | Publik: 16 253 Domare: Clément Turpin (Frankrike) |
| 18:00 UTC+2 | 18:00 UTC+2  |         |                 |                                 | Publik: 16 253 Domare: Clément Turpin (Frankrike) | Publik: 16 253 Domare: Clément Turpin (Frankrike) |
| 18:00 UTC+2 | 18:00 UTC+2  |         |                 |                                 | Publik: 16 253 Domare: Clément Turpin (Frankrike) | Publik: 16 253 Domare: Clément Turpin (Frankrike) |

| 6           | 20 juni 2015 | Tyskland                    | 3 – 0           | Danmark | Eden Arena, Prag                                 |                                                  |
| 20:45 UTC+2 | 20:45 UTC+2  | Volland 32′, 48′ Ginter 53′ | (1 – 0) Rapport |         | Publik: 13 268 Domare: Sergei Karasev (Ryssland) | Publik: 13 268 Domare: Sergei Karasev (Ryssland) |
| 20:45 UTC+2 | 20:45 UTC+2  |                             |                 |         | Publik: 13 268 Domare: Sergei Karasev (Ryssland) | Publik: 13 268 Domare: Sergei Karasev (Ryssland) |
| 20:45 UTC+2 | 20:45 UTC+2  |                             |                 |         | Publik: 13 268 Domare: Sergei Karasev (Ryssland) | Publik: 13 268 Domare: Sergei Karasev (Ryssland) |

| 9           | 23 juni 2015 | Tjeckien   | 1 – 1           | Tyskland   | Eden Arena, Prag                                      |                                                       |
| 20:45 UTC+2 | 20:45 UTC+2  | Krejčí 66′ | (0 – 0) Rapport | Schulz 55′ | Publik: 18 068 Domare: Danny Makkelie (Nederländerna) | Publik: 18 068 Domare: Danny Makkelie (Nederländerna) |
| 20:45 UTC+2 | 20:45 UTC+2  |            |                 |            | Publik: 18 068 Domare: Danny Makkelie (Nederländerna) | Publik: 18 068 Domare: Danny Makkelie (Nederländerna) |
| 20:45 UTC+2 | 20:45 UTC+2  |            |                 |            | Publik: 18 068 Domare: Danny Makkelie (Nederländerna) | Publik: 18 068 Domare: Danny Makkelie (Nederländerna) |

| 10          | 23 juni 2015 | Danmark              | 2 – 0           | Serbien | Generali Arena, Prag                                     |                                                          |
| 20:45 UTC+2 | 20:45 UTC+2  | Falk 21′ Fischer 47′ | (1 – 0) Rapport |         | Publik: 4 297 Domare: Anastasios Sidiropoulos (Grekland) | Publik: 4 297 Domare: Anastasios Sidiropoulos (Grekland) |
| 20:45 UTC+2 | 20:45 UTC+2  |                      |                 |         | Publik: 4 297 Domare: Anastasios Sidiropoulos (Grekland) | Publik: 4 297 Domare: Anastasios Sidiropoulos (Grekland) |
| 20:45 UTC+2 | 20:45 UTC+2  |                      |                 |         | Publik: 4 297 Domare: Anastasios Sidiropoulos (Grekland) | Publik: 4 297 Domare: Anastasios Sidiropoulos (Grekland) |

### Grupp B
| Nr | Lag      | S | V | O | F | GM | IM | MS | P |
| -- | -------- | - | - | - | - | -- | -- | -- | - |
| 1  | Portugal | 3 | 1 | 2 | 0 | 2  | 1  | +1 | 5 |
| 2  | Sverige  | 3 | 1 | 1 | 1 | 3  | 3  | 0  | 4 |
| 3  | Italien  | 3 | 1 | 1 | 1 | 4  | 3  | +1 | 4 |
| 4  | England  | 3 | 1 | 0 | 2 | 2  | 4  | −2 | 3 |

| 3           | 18 juni 2015 | Italien            | 1 – 2           | Sverige                              | Andrův Stadion, Olomouc                                  |                                                          |
| 18:00 UTC+2 | 18:00 UTC+2  | Berardi 29′ (str.) | (1 – 0) Rapport | Guidetti 56′ Kiese Thelin 86′ (str.) | Publik: 6 719 Domare: Anastasios Sidiropoulos (Grekland) | Publik: 6 719 Domare: Anastasios Sidiropoulos (Grekland) |
| 18:00 UTC+2 | 18:00 UTC+2  |                    |                 |                                      | Publik: 6 719 Domare: Anastasios Sidiropoulos (Grekland) | Publik: 6 719 Domare: Anastasios Sidiropoulos (Grekland) |
| 18:00 UTC+2 | 18:00 UTC+2  |                    |                 |                                      | Publik: 6 719 Domare: Anastasios Sidiropoulos (Grekland) | Publik: 6 719 Domare: Anastasios Sidiropoulos (Grekland) |

| 4           | 18 juni 2015 | England | 0 – 1           | Portugal  | Stadion Miroslava Valenty, Uherské Hradiště          |                                                      |
| 20:45 UTC+2 | 20:45 UTC+2  |         | (0 – 0) Rapport | Mario 57′ | Publik: 7 167 Domare: Danny Makkelie (Nederländerna) | Publik: 7 167 Domare: Danny Makkelie (Nederländerna) |
| 20:45 UTC+2 | 20:45 UTC+2  |         |                 |           | Publik: 7 167 Domare: Danny Makkelie (Nederländerna) | Publik: 7 167 Domare: Danny Makkelie (Nederländerna) |
| 20:45 UTC+2 | 20:45 UTC+2  |         |                 |           | Publik: 7 167 Domare: Danny Makkelie (Nederländerna) | Publik: 7 167 Domare: Danny Makkelie (Nederländerna) |

| 7           | 21 juni 2015 | Sverige | 0 – 1           | England     | Andrův Stadion, Olomouc                                   |                                                           |
| 18:00 UTC+2 | 18:00 UTC+2  |         | (0 – 0) Rapport | Lingard 85′ | Publik: 11 257 Domare: Javier Estrada Fernández (Spanien) | Publik: 11 257 Domare: Javier Estrada Fernández (Spanien) |
| 18:00 UTC+2 | 18:00 UTC+2  |         |                 |             | Publik: 11 257 Domare: Javier Estrada Fernández (Spanien) | Publik: 11 257 Domare: Javier Estrada Fernández (Spanien) |
| 18:00 UTC+2 | 18:00 UTC+2  |         |                 |             | Publik: 11 257 Domare: Javier Estrada Fernández (Spanien) | Publik: 11 257 Domare: Javier Estrada Fernández (Spanien) |

| 8           | 21 juni 2015 | Italien | 0 – 0   | Portugal | Stadion Miroslava Valenty, Uherské Hradiště    |                                                |
| 20:45 UTC+2 | 20:45 UTC+2  |         | Rapport |          | Publik: 7 085 Domare: Szymon Marciniak (Polen) | Publik: 7 085 Domare: Szymon Marciniak (Polen) |
| 20:45 UTC+2 | 20:45 UTC+2  |         |         |          | Publik: 7 085 Domare: Szymon Marciniak (Polen) | Publik: 7 085 Domare: Szymon Marciniak (Polen) |
| 20:45 UTC+2 | 20:45 UTC+2  |         |         |          | Publik: 7 085 Domare: Szymon Marciniak (Polen) | Publik: 7 085 Domare: Szymon Marciniak (Polen) |

| 11          | 24 juni 2015 | England       | 1 – 3           | Italien                      | Andrův Stadion, Olomouc                          |                                                  |
| 20:45 UTC+2 | 20:45 UTC+2  | Redmond 90+3′ | (0 – 2) Rapport | Belotti 25′ Benassi 27′, 72′ | Publik: 11 563 Domare: Sergei Karasev (Ryssland) | Publik: 11 563 Domare: Sergei Karasev (Ryssland) |
| 20:45 UTC+2 | 20:45 UTC+2  |               |                 |                              | Publik: 11 563 Domare: Sergei Karasev (Ryssland) | Publik: 11 563 Domare: Sergei Karasev (Ryssland) |
| 20:45 UTC+2 | 20:45 UTC+2  |               |                 |                              | Publik: 11 563 Domare: Sergei Karasev (Ryssland) | Publik: 11 563 Domare: Sergei Karasev (Ryssland) |

| 12          | 24 juni 2015 | Portugal              | 1 – 1           | Sverige      | Stadion Miroslava Valenty, Uherské Hradiště      |                                                  |
| 20:45 UTC+2 | 20:45 UTC+2  | Gonçalo Paciência 82′ | (0 – 0) Rapport | Tibbling 89′ | Publik: 7 263 Domare: Clément Turpin (Frankrike) | Publik: 7 263 Domare: Clément Turpin (Frankrike) |
| 20:45 UTC+2 | 20:45 UTC+2  |                       |                 |              | Publik: 7 263 Domare: Clément Turpin (Frankrike) | Publik: 7 263 Domare: Clément Turpin (Frankrike) |
| 20:45 UTC+2 | 20:45 UTC+2  |                       |                 |              | Publik: 7 263 Domare: Clément Turpin (Frankrike) | Publik: 7 263 Domare: Clément Turpin (Frankrike) |

## Kvalifikation till de olympiska spelen
Om England, som inte deltog i OS 2016, hade gått till semifinal skulle en kvalmatch till OS ha spelats mellan de två lagen som kom på tredje plats i gruppspelet. Men eftersom England inte tog sig till semifinal spelades inte denna match.
|  | 28 juni 2015 | Tjeckien | Spelades inte | Italien | Stadion Miroslava Valenty, Uherské Hradiště |  |
|  |              |          |               |         |                                             |  |
|  |              |          |               |         |                                             |  |
|  |              |          |               |         |                                             |  |

## Slutspel

### Slutspelsträd
|  | Semifinaler | Semifinaler |       |  | Final          | Final |  |
|  |             |             |       |  |                |       |  |
|  | 27 juni     |             |       |  |                |       |  |
|  | Danmark     | 1           |       |  |                |       |  |
|  | Sverige     | 4           |       |  |                |       |  |
|  |             |             |       |  |                |       |  |
|  |             |             |       |  | 30 juni        |       |  |
|  |             |             |       |  | Sverige (str.) | 0 (4) |  |
|  |             | Portugal    | 0 (3) |  |                |       |  |
|  |             |             |       |  |                |       |  |
|  |             |             |       |  |                |       |  |
|  |             |             |       |  |                |       |  |
|  | 27 juni     |             |       |  |                |       |  |
|  | Portugal    | 5           |       |  |                |       |  |
|  | Tyskland    | 0           |       |  |                |       |  |

### Semifinaler
| 13          | 27 juni 2015 | Portugal                                                                             | 5 – 0           | Tyskland | Andrův Stadion, Olomouc                             |                                                     |
| 18:00 UTC+2 | 18:00 UTC+2  | Bernardo Silva 25′ Ricardo 33′ Ivan Cavaleiro 45+1′ João Mário 46′ Ricardo Horta 71′ | (3 – 0) Rapport |          | Publik: 9 876 Domare: Tasos Sidiropoulos (Grekland) | Publik: 9 876 Domare: Tasos Sidiropoulos (Grekland) |
| 18:00 UTC+2 | 18:00 UTC+2  |                                                                                      |                 |          | Publik: 9 876 Domare: Tasos Sidiropoulos (Grekland) | Publik: 9 876 Domare: Tasos Sidiropoulos (Grekland) |
| 18:00 UTC+2 | 18:00 UTC+2  |                                                                                      |                 |          | Publik: 9 876 Domare: Tasos Sidiropoulos (Grekland) | Publik: 9 876 Domare: Tasos Sidiropoulos (Grekland) |

| 14          | 27 juni 2015 | Danmark       | 1 – 4           | Sverige                                                                             | Generali Arena, Prag                            |                                                 |
| 21:00 UTC+2 | 21:00 UTC+2  | Uffe Bech 63′ | (0 – 2) Rapport | John Guidetti 23′ (str.) Simon Tibbling 26′ Robin Quaison 83′ Oscar Hiljemark 90+5′ | Publik: 9 834 Domare: Sergei Karasev (Ryssland) | Publik: 9 834 Domare: Sergei Karasev (Ryssland) |
| 21:00 UTC+2 | 21:00 UTC+2  |               |                 |                                                                                     | Publik: 9 834 Domare: Sergei Karasev (Ryssland) | Publik: 9 834 Domare: Sergei Karasev (Ryssland) |
| 21:00 UTC+2 | 21:00 UTC+2  |               |                 |                                                                                     | Publik: 9 834 Domare: Sergei Karasev (Ryssland) | Publik: 9 834 Domare: Sergei Karasev (Ryssland) |

### Final
| 15          | 30 juni 2015 | Sverige                                                                                    | 0 – 0 (e.fl.)              | Portugal                                                          | Eden Arena, Prag                                |                                                 |
| 20:45 UTC+2 | 20:45 UTC+2  |                                                                                            | Rapport                    |                                                                   | Publik: 18 867 Domare: Szymon Marciniak (Polen) | Publik: 18 867 Domare: Szymon Marciniak (Polen) |
| 20:45 UTC+2 | 20:45 UTC+2  |                                                                                            |                            |                                                                   | Publik: 18 867 Domare: Szymon Marciniak (Polen) | Publik: 18 867 Domare: Szymon Marciniak (Polen) |
| 20:45 UTC+2 | 20:45 UTC+2  | John Guidetti Isaac Kiese Thelin Ludwig Augustinsson Abdul Khalili Victor Nilsson Lindelöf | Straffsparksläggning 4 – 3 | Gonçalo Paciência Tozé Ricardo Esgaio João Mário William Carvalho | Publik: 18 867 Domare: Szymon Marciniak (Polen) | Publik: 18 867 Domare: Szymon Marciniak (Polen) |

### Fotnoter
1. ↑  ”Czech striker Kliment wins Golden Boot award”. UEFA.com. 30 juni 2015. http://www.uefa.com/under21/news/newsid=2262324.html.
2. ↑  ”William named U21 EURO player of the tournament”. UEFA.com. 1 juli 2015. http://www.uefa.com/under21/news/newsid=2262774.html.
3. ↑  ”The official Under-21 Team of the Tournament”. UEFA.com. 1 juli 2015. http://www.uefa.com/under21/news/newsid=2262826.html.
4. ↑  Spain knocked OUT in Euro 2015 play-off  (engelska)
5. 1 2  Confirmed schedule for Under 21-finals (engelska)
6. ↑  ”Česko v roce 2015 uspořádá šampionát fotbalistů do 21 let” (på tjeckiska). Mladá fronta DNES. 20 mars 2012. http://fotbal.idnes.cz/poradatelstvi-mistrovstvi-evropy-do-21-let-v-roce-2015-v-cesku-p47-/fot_reprez.aspx?c=A120320_175240_fot_reprez_min. Läst 27 mars 2014.
7. ↑  ”Venue guide”. UEFA.com. http://www.uefa.com/under21/season=2015/finals/venueguide/index.html.
8. ↑  150 810 151 213/http://www.livescore.com/soccer/euro-under−21/final/sweden-u21-vs-portugal-u21/1−2 004 415/ ”LiveScore:SwedenU21vsPortugalU21” (på engelska). LiveScore. Arkiverad från 004 415/ originalet den 10augusti2 015. https://web.archive.org/web/20 150 810 151 213/http://www.livescore.com/soccer/euro-under−21/final/sweden-u21-vs-portugal-u21/1−2 004 415/. Läst 1juli2 015.